# Cymbicopia brevicosta
Cymbicopia brevicosta är en kräftdjursart. Cymbicopia brevicosta ingår i släktet Cymbicopia och familjen Sarsiellidae. Inga underarter finns listade i Catalogue of Life.